# التعليم والتكنولوجيا
التعليم والتكنولوجيا هي واحدة من الخصائص المعروفة  للتنمية اليوم هي العلاقة بين التكنولوجيا والتعليم، والتي أثارها النمو المذهل في الإتصال بالإنترنت اختراق الهواتف المحمولة. يستخدم 63% من سكان العالم الآن الإنترنت ونسبة هذه الأعداد في حالة تزايد ملحوظ ودائم .[بحاجة لمصدر]
لقد غيّر الإنترنت كيفية وصول الأفراد إلى المعلومات والمعرفة، وكيفية تفاعلهم، وإدارة حياتهم وأعمالهم التجارية، وزادت هذه التكنولوجيات من فرص التعبير والحرية الإجتماعية.[بحاجة لمصدر]

## التعليم والتكنولوجيا في البلدان النامية
للتكنولوجيا دور متزايد الأهمية في تحسين فرص حصول السكان الذين يعيشون في المناطق الفقيرة والبلدان النامية على التعليم. فالتكنولوجيا التعليمية ليست مجرد مسألة تعليم وتكنولوجيا فحسب، بل هي أيضاً تتعلق بالثقافة المجتمعية التي تنفذ فيها التكنولوجيا التعليمية وتخصص المؤسسات الخيرية مثل الحاسوب المحمول لكل طفل لتوفير الهياكل الأساسية التي يمكن للمحرومين من خلالها الحصول على المواد التعليمية.
إن التواجد غير المحدود للانترنت في الزمان والمكان، وتوفير الإمكانات المعلوماتية والاتصالية، (من حواسيب، أو إذاعة، أو تلفزة...) سمح بالتحكم في اختيار أوقات الاطلاع على المعرفة حيث يمكن مثلا، إعادة مشاهدة البرنامج التعليمي بالرجوع إليه من البدايةـ ولم يعد إكراه التزامن قائما، فتكنولوجيا المعلومات والاتصالات قلصت المسافات وأتاحت فرصة تلاقح الحضارات بمجرد توفر وسائل الاتصال مع العوالم الأخرى، وهذا الانفتاح الجغرافي خلق عولمة للمعرفة والتواصل.
ووفقاً لإحدى الإحصائيات، فأن التكنولوجيا في البدان النامية محدودة في معظمها ولكن بعض البلدان لديها أوجه جديدة من حيث السياسات المناصرة للتكنولوجيا والتطورات في مجال التكنولوجيا. ومن آثار تحسين التكنولوجيا في البلدان النامية على صادرات اللبلدان المتقدمة النمو في السلع أو التكنولوجيا.[بحاجة لمصدر]
تستطيع التكنولوجيا التعليمية غالباً (تكنولوجيا المعلومات والإتصال) أن تعالج القضايا مثل غياب معلم المدرسة من خلال نقل دروس أفضل وبشكل أوسع، إعداد المدربين المؤهلين تربوياً وأكاديمياً، تحفيز الطلاب ومساعدتهم في التدرب في مختلف المجالات.[بحاجة لمصدر]